# Nadezhda Chizhova
Nadezhda Chizhova (Unión Soviética, 29 de septiembre de 1945) es una atleta soviética retirada, especializada en la prueba de lanzamiento de peso en la que llegó a ser campeona olímpica en 1972.

## Carrera deportiva
En los JJ. OO. de Múnich 1972 ganó la medalla de oro en lanzamiento de peso, llegando hasta los 21.03 metros que fue récord del mundo, por delante de la alemana Margitta Gummel y la búlgara Ivanka Khristova.
Cuatro años después, en los JJ. OO. de Montreal 1976 ganó la medalla de plata en la misma prueba, con una marca de 20.96 metros, siendo superada por la búlgara Ivanka Khristova (oro con 21.16 metros) y por delante de la checoslovaca Helena Fibingerová (bronce con 20.67 metros).